# Marie-Agnès Annequin-Plantagenet
Marie-Agnès Annequin-Plantagenet (née le 12 septembre 1960 à Chevillon) est une footballeuse internationale française.

## Carrière
Débutant à l'âge de 14 ans, Marie-Agnès débute sous les couleurs de la section féminine du Sporting Club Marnaval. En 1978, elle joue son premier match international le 23 septembre contre l'Irlande. Lors de son deuxième match avec la France, elle marque trois buts contre le Pays de Galles, jouant au poste d'attaquante.
Elle signe en faveur du Stade de Reims et remporte le titre de championne de France avec Reims lors de la saison 1979-80. Après une année sans jouer dans un club, elle va au VGA Saint-Maur avec qui elle remporte six nouveaux titres de championne de France.
Elle effectue son dernier match en équipe de France contre la RFA qui se conclut par une défaite 2-0.